# Expeditus
Expeditus a hagyomány szerint római centurio volt, aki 303 áprilisában vértanúhalált szenvedett a mai Törökország területén, miután áttért a kereszténységre. A sürgős ügyek védőszentjének tartják, ünnepe a római katolikus egyházban április 19.

## Legendája
Expeditus valószínűleg a mai Örményország területén született és keresztény vértanú volt, de túl sok adat nincs életéről. Amit tudunk róla, azt a Martyrologium Hieronymianumban jegyezték fel. Hyppolite Delehaye szerint az Expeditus név az Elpidius félreolvasásából származik, és szójátékokra adott alkalmat, így lett a szent a gyorsaság védőszentje. Eleinte sürgős ügyekhez kérték a segítségét, azóta a kereskedők, tengerészek, diákok és vizsgázók patrónusa lett, de peres ügyekben is kérik a segítségét.
Tekintve, hogy az Expeditus latinul a könnyű felszerelés nélküli katonák neve, lehetséges, hogy a szent valódi neve nem maradt fenn, és foglalkozása nevén emlegetik. Kultuszáról már a középkorból van adat Torinóból. A 12. században egyes püspökök sikertelenül próbáltak véget vetni kultuszának.

## A római katolikus egyházban

### Legendák
A hagyomány szerint Szent Expeditus a Római Birodalom centuriója volt Armenia tartományban. Áttért a keresztény hitre, és a diocletianusi keresztényüldözések idején, 303-ban lefejezték. Aznap, amikor keresztény lett, az ördög holló (más változatok szerint kígyó) képében meglátogatta, és próbálta rávenni, hogy halassza az áttérést másnapra. Expeditus rátaposott a madárra és megölte, majd kijelentette: „Még ma keresztény leszek!”
Expeditus 1781 előtt szerepelt az itáliai mártírológiákban. A hagyomány szerint a túl hosszúra nyúló perekhez lehetett a segítségét kérni. A római katolikus egyház nem nézte át az aktáját, és ünnepét nem tartják széles körben. Európában és főként Latin-Amerikában tisztelik, São Paulo-ban szertartásokat celebrálnak tiszteletére, ünnepén százezrek is részt vesznek.
A szent eredetéről terjedő egyik történet szerint Expeditus kultusza akkor kezdődött, amikor megérkezett valahová egy azonosítatlan ereklyékkel vagy szobrokkal teli csomag, rajta az expedite szóval, mely arra utalt, hogy a küldeményt gyorsan kell kézbesíteni. A címzettek azt hitték, hogy a szobrok vagy ereklyék egy Expeditus nevű szenthez tartoznak, akinek így kialakult a kultusza. Egy változat szerint az esetre 1781-ben került sor Franciaországban, ahol egy párizsi zárdába érkezett egy láda, benne egy szent ereklyéivel, akit korábban a Denfert-Rochereau-i katakombákban temettek el. A küldő a ládán feltüntette az expédit szót, hogy biztosítsa a láda gyors célba érését, az apácák azonban azt hitték, Expédit a mártír neve, és imádkozni kezdtek a közbenjárásáért. Mikor imáik teljesültek, a szent tisztelete gyorsan elterjedt Franciaországban és más római katolikus országokban.
A történet egy másik változata New Orleans-ben játszódik, melyre a gyamrati korszakban erős hatással volt a francia katolikus kultúra. A beszámoló szerint a városban található Guadalupei Miasszonyunk-kápolna több ládányi szentszobrot kapott, és az egyik ládán nem szerepelt az illető szent neve, ezért az Expédit feliratról hitték, hogy így hívták a szentet. New Orleans-ban Szent Expeditus a mai napig fontos szerepet tölt be a louisianai kreol folklórban, amulettekkel, virágokkal, gyertyákkal és imákkal kérik a közbenjárását.

### Ábrázolása
Expeditust jellemzően fiatal római centurióként ábrázolják. Korai ábrázolásain jobb lábával hollót tipor el, kezében órát tart. A későbbi ábrázolásokon keresztet tart a kezében, rajta a latin hodie, azaz „ma” szóval. A holló szájából szalag jön elő, rajta a cras szóval, amely latinul holnapot jelent, emellett egybeesik a hollókárogás fonetikus leírásával (olaszul cra cra.)

## Kultusza

### Réunion szigetén

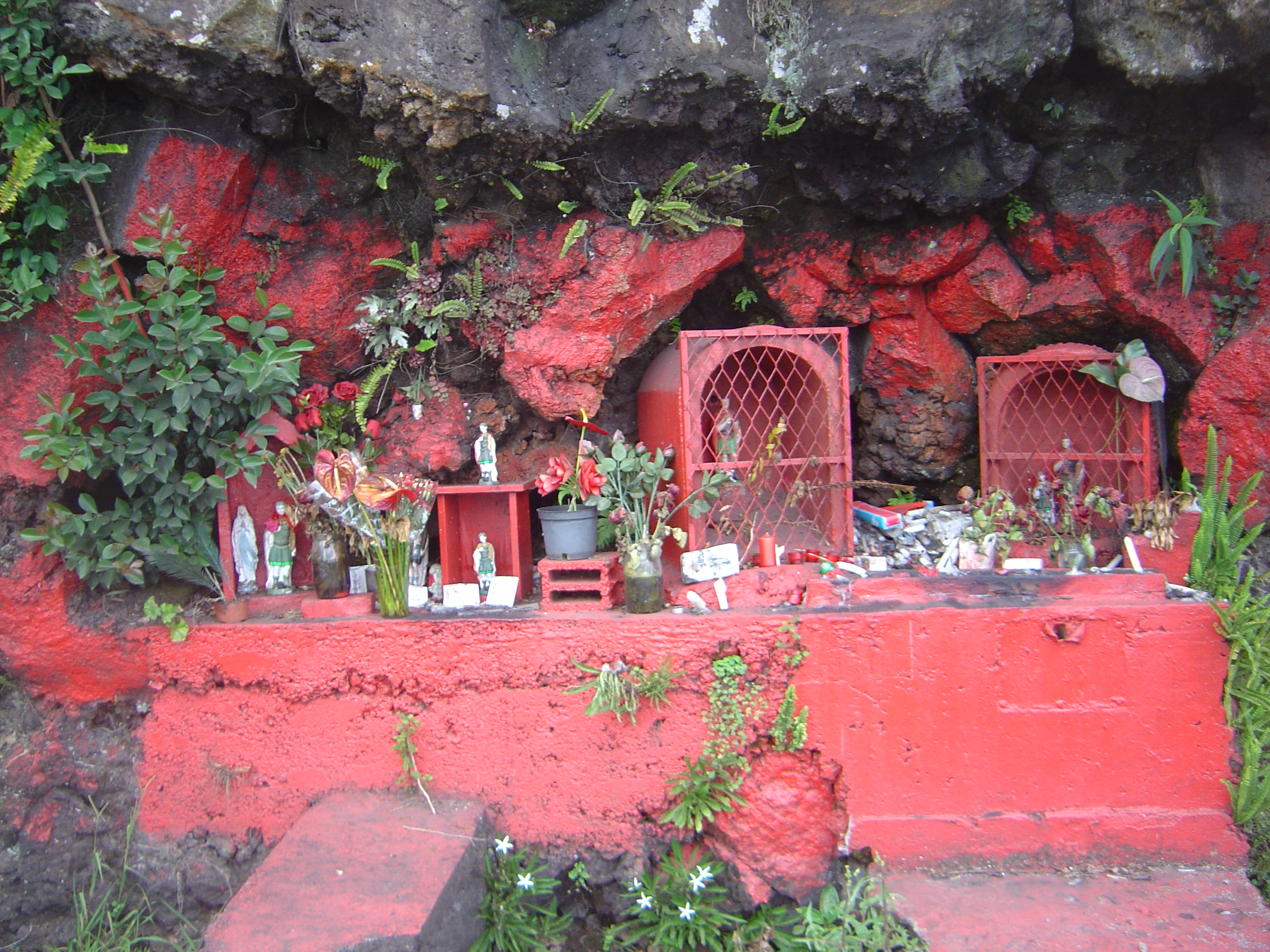
A Szent Expeditusnak szentelt út menti oltárok gyakoriak Réunionon. Színük mindig vörös.

Expeditusnak, francia nevén Saint Expéditnek jelentős szerepe van a Franciaországhoz tartozó Réunion sziget folklórjában. A kultusza eredetéről szóló történet itt is a megszokott sablont követi: rejtélyes csomag érkezett, rajta expedit felirattal, hogy jámborságot hozzon az embereknek. Egy másik változat szerint Expeditus azért kapta a nevét, mert segített a bosszúálló átkok valóra váltásában. Gyakoriak a szent lefejezett szobrai, mellyel a rongáló vagy haragját fejezi ki egy nem teljesített kérés miatt, vagy egy átkot akar megtörni.
Az Expeditusnak szentelt, út menti oltárok a nagyon egyszerűtől (doboz, benne a szent kis szobrocskájával) a nagyobbakig terjednek (kunyhó több szoborral, gyertyákkal és virágokkal). Az oltárok minden esetben élénkvörösre vannak festve. Gyakoriak az ex votók, melyekkel köszönetet mondanak a szentnek segítségéért.
Réunion szigetén Szent Expeditus kultusza szinkretizálódott a római katolikus vallással, valamint madagaszkári vagy indiai eredetű vallásokkal és hiedelmekkel. Népszerű szentnek számít, korra és vallásra való tekintet nélkül tisztelik. Mivel imádata tabunak számít, az emberek általában nem látogatják szabadon lévő oltárjait, az oltárok azonban a szigeten mindenfelé előfordulnak és látszik rajtuk, hogy gondozzák őket, ami élő kultuszra utal.

### Chilében
| Himnos mil al glorioso Expedito, que su sangre en la Armenia vertió, cuyo nombre en el cielo fue escrito, y de mártir el laurel alcanzó. —Himno a San Expedito | Ezernyi himnusz a fényes Expeditushoz, Ki vérét hullatta Armeniában, Kinek nevét felírták a mennyekbe, És elnyerte a mártírság babérját. —Himnusz Szent Expeditushoz |

Chilében akkor terjedt el Expeditus (San Expedito) kultusza, amikor egy híve magával hozta a szent egy ábrázolását Viña del Marba, az ország egyik legnépszerűbb tengerparti városába, és kérte a helyi papoktól, hogy segítsenek építeni neki egy kis templomot. A helyi hatóságok eleinte elutasították, a papok és a hívő hölgy azonban imádkoztak Expeditushoz, és kevesebb mint kilenc napon belül megkapták az engedélyt. Szent Expeditus kultusza azóta egyre nagyobb népszerűségre tesz szert Chilében, és a viñai Reñaca városrészben álló szentélye népszerű a zarándokok körében, különösen nyáron.

### Templomok világszerte
A világ több országában találhatóak Szent Expeditusnak szentelt templomok, közte Argentinában (Buenos Aires, Bahía Blanca utca, az Avellaneda sugárút és a Bogotá út között), Ausztriában, Bolíviában, Brazíliában, Chilében, Ecuadorban, az Egyesült Államokban, a Fülöp-szigeteken, Franciaországban, Kolumbiában, Mexikóban, Németországban, Nicaraguában, Oroszországban, Peruban, Réunion szigetén, Spanyolországban, Törökországban, Uruguayban és Venezuelában.
A Molossziai Köztársaság amerikai mikronemzet őt tartja védőszentjének.

## További irodalom
- Nelson, Thomas A.. Catholic Prayers. TAN Books and Publishers (2006). ISBN 0-89555-595-6
- Alvarado, Denise. The Conjurer's Guide to St. Expedite. Creole Moon Publications (2014). ISBN 978-1494301521

## Fordítás
- Ez a szócikk részben vagy egészben  az   Expeditus című angol Wikipédia-szócikk ezen változatának fordításán alapul.  Az eredeti cikk szerkesztőit annak laptörténete sorolja fel. Ez a jelzés csupán a megfogalmazás eredetét és a szerzői jogokat jelzi, nem szolgál a cikkben szereplő információk forrásmegjelöléseként.

## Külső hivatkozások
- San Expeditus Web
- Invoke St. Expedite for Quick Results
- St. Expedite around the World: Road Side Altars in Réunion
- That Sexy Saint's Head is One Powerful Conjure Curio